# Назви мене своїм ім'ям
«Назви мене своїм ім'ям» (англ. Call Me by Your Name; італ. Chiamami col tuo nome) — романтичний фільм режисера Луки Гуаданьїно, знятий за сценарієм Луки Гуаданьїно, Джеймса Айворі та Волтера Фазано, заснованим на однойменному романі Андре Асімана. Прем'єра стрічки відбулася на кінофестивалі «Санденс» 22 січня 2017 року..
Фільм високо оцінили критики та його відзначили численними міжнародними нагородами. Був номінований на премію «Оскар» 2018 року в категоріях «Найкращий фільм», «Найкраща чоловіча роль», «Найкращий адаптований сценарій» та «Найкраща пісня», здобувши перемогу в номінації «Найкращий адаптований сценарій».

## Сюжет
Влітку 1983 року 17-річний італо-французький Еліо Перлман живе зі своїми батьками в сільській місцевості Північної Італії. Батько Еліо, професор археології, запрошує 24-річного американського аспіранта Олівера жити з родиною влітку та допомагати йому з академічними документами. Еліо — самоаналізований бібліофіл та музикант, спочатку думає, що у нього мало спільного з Олівером, який на перший погляд здається впевненим та безтурботним. Еліо проводить більшу частину літа за читанням, також грає на фортепіано та гуляє зі своїми друзями дитинства, К'ярою та Марцією. Під час волейбольного матчу Олівер торкається спини Еліо, проте Еліо відмахується. Пізніше Еліо відчуває ревнощі, побачивши, що Олівер переслідує К'яру.
Еліо та Олівер проводять більше часу разом, вирушаючи на довгі прогулянки містом і супроводжуючи батька Еліо в археологічній подорожі. Еліо дедалі більше тягне до Олівера, він навіть прокрадається до кімнати Олівера, щоб понюхати його одяг. Зрештою Еліо зізнається у своїх почуттях Оліверу, який каже йому, що вони не можуть обговорювати такі речі. Пізніше вони вперше цілуються. Олівер не бажає йти далі, і вони не розмовляють кілька днів.
Еліо йде на побачення з Марцією, і вони займаються сексом. Еліо залишає Оліверу записку, щоб припинити їхнє мовчання. Олівер відповідає, просить Еліо зустрітися з ним опівночі. Еліо погоджується, і вони вперше сплять разом. Після цього Олівер каже Еліо: «Називай мене своїм іменем, а я буду називати тебе своїм». На наступний ранок Еліо відчуває стурбованість їхньою зустріччю та вирішує зняти своє сексуальне розчарування, мастурбуючи персиком. Коли Олівер знаходить його, Еліо плаче про те, як мало часу вони з Олівером були разом. Марція стикається з Еліо після того, як три дні не чула про нього. Він відповідає холодно, завдаючи їй болю.
Коли наближається кінець перебування Олівера, батьки Еліо, які, здається, знають про зв'язок між ними, рекомендують йому та Оліверу разом відвідати Бергамо, перш ніж Олівер повернеться до США. Вони проводять разом три романтичні дні. Еліо, розбитий горем після від'їзду Олівера, дзвонить своїй матері та просить її забрати його з вокзалу та відвезти додому. Марція співчуває почуттям Еліо і каже, що хоче залишитися друзями. Батько Еліо, спостерігаючи за його глибоким сумом, каже йому, що знав про його стосунки з Олівером, і закликає Еліо вчитися на його горі та рости, а не відштовхувати свої почуття та рухатися далі надто швидко.
Під час Хануки Олівер телефонує родині Еліо, щоб повідомити, що він заручений з жінкою, з якою зустрічався кілька років тому. Засмучений Еліо кличе Олівера на ім'я, і Олівер відповідає своїм; Олівер також каже, що пам'ятає все. Після дзвінка Еліо сідає біля каміна й дивиться на полум'я, зі сльозами розмірковуючи, як його батьки та персонал готують святкову вечерю.

## У ролях

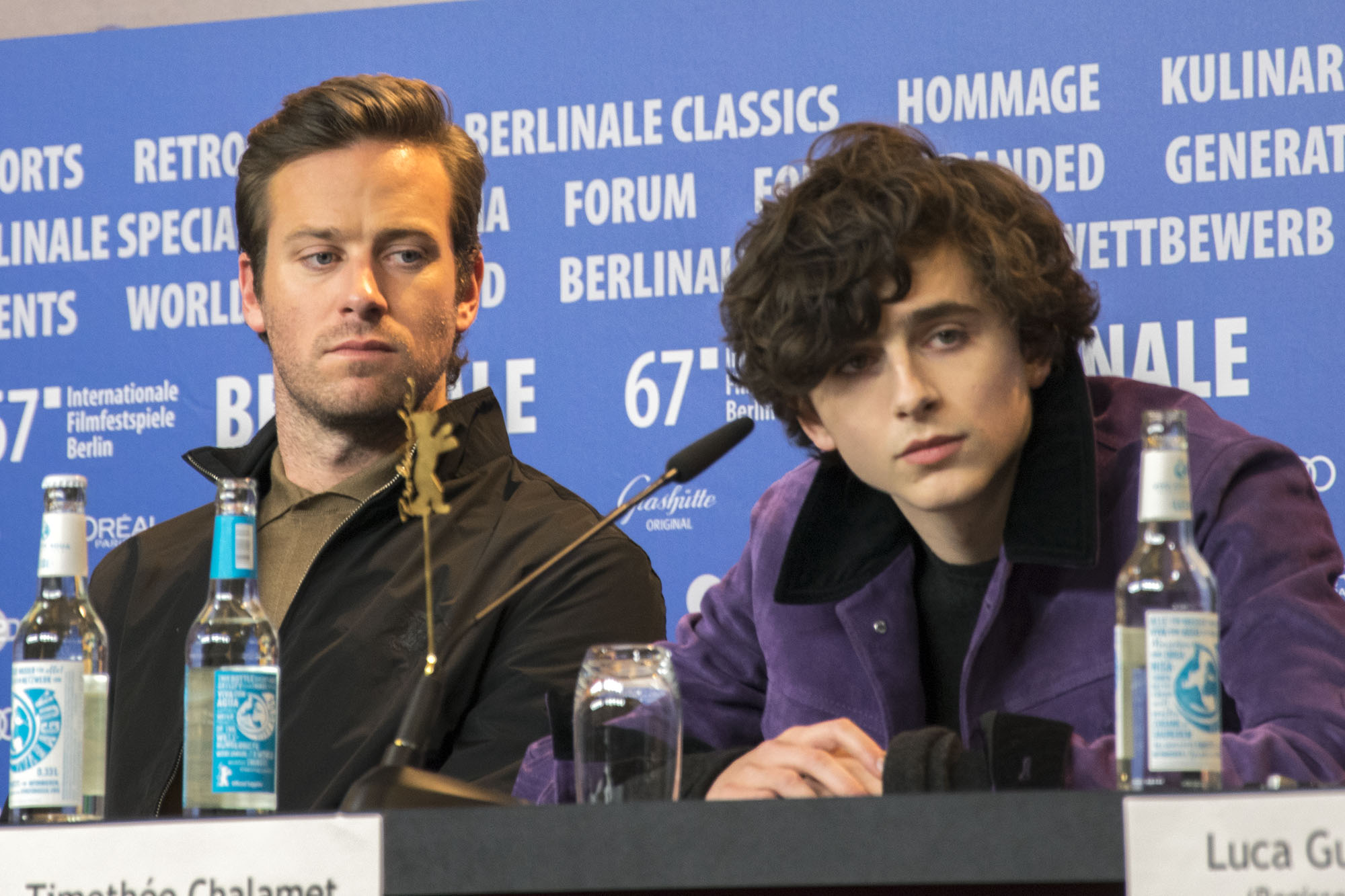
Армі Гаммер та Тімоті Шаламе під час прес-конференції на Берлінському МКФ (2017)

| Актор           | Роль            | В оригіналі     |
| --------------- | --------------- | --------------- |
| Тімоті Шаламе   | Еліо Перлман    | Elio Perlman    |
| Армі Гаммер     | Олівер          | Oliver          |
| Майкл Сталберг  | містер Перлман  | Mr. Perlman     |
| Аміра Касар     | Аннелла Перлман | Annella Perlman |
| Естер Гаррел    | Марсія          | Marzia          |
| Вікторія Дю Буа | К'яри           | Chiara          |

## Виробництво
Основне знімання фільму стартувало у травні 2016 року. 23 травня було оголошено акторський склад, до якого увійшли Армі Гаммер, Тімоті Шаламе і Майкл Сталберг.

## Реліз
Світова прем'єра фільму відбулася 22 січня 2017 року на кінофестивалі в Санденсі. Його також показали на Міжнародному кінофестивалі в Торонто, 13 лютого 2017 року на Берлінському міжнародному кінофестивалі та Нью-Йоркському кінофестивалі 3 жовтня 2017 року. Реліз стрічки в США відбувся 24 листопада 2017 року. Перший офіційний трейлер показали 1 серпня 2017 року.

## Саундтрек
| #     | Назва                           | Автор                                               | Виконав(ці)ець                       | Тривалість |
| ----- | ------------------------------- | --------------------------------------------------- | ------------------------------------ | ---------- |
| 1.    | «Hallelujah Junction»           | Джон Адамс                                          | Джон Адамс                           | 7:09       |
| 2.    | «M.A.Y. in the Backyard»        | Рюїті Сакамото                                      | Рюїті Сакамото                       | 4:25       |
| 3.    | «J'adore Venise»                | Івано Фоссаті                                       | Лоредана Берте                       | 4:15       |
| 4.    | «Paris latino»                  | Карлос Перес, Хосе Перес                            | «Bandolero»                          | 4:01       |
| 5.    | «Sonatine bureaucratique»       | Ерік Саті                                           | Френк Глейзер                        | 3:44       |
| 6.    | «Zion hört die Wächter singen'» | Йоганн Себастьян Бах                                | «Alessio Bax»                        | 5:10       |
| 7.    | «Lady Lady Lady»                | - Джорджо Мородер - Кейт Форсі                      | Джо Еспозіто та «Moroder»            | 4:15       |
| 8.    | «Une barque sur l'océan»        | Моріс Равель                                        | Андре Лапланте                       | 7:10       |
| 9.    | «Futile Devices»                | Суф'ян Стівенс                                      | Суф'ян Стівенс                       | 2:15       |
| 10.   | «Germination»                   | Рюїті Сакамото                                      | Рюїті Сакамото                       | 2:09       |
| 11.   | «Words»                         | - Мартін Куперсміт - Луїс С. Ягуда - Роберт Фітуссі | Ф. Р. Девід                          | 3:27       |
| 12.   | «È la vita»                     | Марко Армані, Паоло Арменізе                        | Марко Армані                         | 4:11       |
| 13.   | «Mystery of Love»               | Суф'ян Стівенс                                      | Суф'ян Стівенс                       | 4:08       |
| 14.   | «Radio Varsavia»                | - Франко Баттіато - Джюсто Піо                      | Франко Баттіато                      | 4:07       |
| 15.   | «Love My Way»                   |                                                     | «The Psychedelic Furs»               | 3:33       |
| 16.   | «Le Jardin féerique»            | Моріс Равель                                        | Валерія Серванські та Рональд Кавайя | 3:02       |
| 17.   | «Visions of Gideon»             | Суф'ян Стівенс                                      | Суф'ян Стівенс                       | 4:07       |
| 71:08 |                                 |                                                     |                                      |            |

## Критика
«Назви мене своїм ім'ям» отримав схвалення кінокритиків. На сайті Rotten Tomatoes фільм має рейтинг 100 % із середньою оцінкою 9.6/10 (базуючись на 21 рецензії). На сайті Metacritic картина отримала 97 балів зі 100 (на основі 9 відгуків).

## Нагороди та номінації
| Список нагород та номінацій (Не є вичерпним) | Список нагород та номінацій (Не є вичерпним) | Список нагород та номінацій (Не є вичерпним)      | Список нагород та номінацій (Не є вичерпним)                                                               | Список нагород та номінацій (Не є вичерпним) | Список нагород та номінацій (Не є вичерпним) |
| Кінопремія                                   | Рік                                          | Категорія                                         | Номінант(и)                                                                                                | Результат                                    | Дж                                           |
| -------------------------------------------- | -------------------------------------------- | ------------------------------------------------- | --- | -------------------------------------------- | -------------------------------------------- |
| Берлінський міжнародний кінофестиваль        | 2017                                         | Премія «Тедді»                                    | Назви мене своїм ім'ям                                                                                     | Номінація                                    |                                              |
| Міжнародний кінофестиваль у Сан-Себастьяні   | 2017                                         | Премія «Себастьян» за найкращий фільм             | Назви мене своїм ім'ям                                                                                     | Номінація                                    |                                              |
| Кінофестиваль Chéries-Chéris                 | 2017                                         | Гран-прі за найкращий фільм                       | Назви мене своїм ім'ям                                                                                     | Перемога                                     |                                              |
| Мельбурнський міжнародний кінофестиваль      | 2017                                         | Премія народний вибір за найкращий художній фільм | Назви мене своїм ім'ям                                                                                     | Перемога                                     |                                              |
| Асоціація кінокритиків Чикаго                | 2017                                         | Найкращий фільм                                   | Назви мене своїм ім'ям                                                                                     | Номінація                                    |                                              |
| Асоціація кінокритиків Чикаго                | 2017                                         | Найкращий режисер                                 | Лука Гуаданьїно                                                                                            | Номінація                                    |                                              |
| Асоціація кінокритиків Чикаго                | 2017                                         | Найкращий актор                                   | Тімоті Шаламе                                                                                              | Перемога                                     |                                              |
| Асоціація кінокритиків Чикаго                | 2017                                         | Найкращий актор другого плану                     | Армі Гаммер                                                                                                | Номінація                                    |                                              |
| Асоціація кінокритиків Чикаго                | 2017                                         | Найкращий актор другого плану                     | Майкл Сталберг                                                                                             | Номінація                                    |                                              |
| Асоціація кінокритиків Чикаго                | 2017                                         | Найкращий адаптований сценарій                    | Джеймс Айворі                                                                                              | Перемога                                     |                                              |
| Асоціація кінокритиків Чикаго                | 2017                                         | Багатонадійний виконавець                         | Тімоті Шаламе                                                                                              | Перемога                                     |                                              |
| Асоціація кінокритиків Чикаго                | 2017                                         | Найкращий монтаж                                  | Волтер Фасано                                                                                              | Номінація                                    |                                              |
| Премія «Готем»                               | 2017                                         | Найкращий художній фільм                          | Творча група фільму                                                                                        | Перемога                                     |                                              |
| Премія «Готем»                               | 2017                                         | Акторський прорив                                 | Тімоті Шаламе                                                                                              | Перемога                                     |                                              |
| Премія «Готем»                               | 2017                                         | Найкращий сценарій                                | Джеймс Айворі                                                                                              | Номінація                                    |                                              |
| Голлівудська кінопремія                      | 2017                                         | Акторський прорив                                 | Тімоті Шаламе                                                                                              | Перемога                                     |                                              |
| Спільнота кінокритиків Канзас-Сіті           | 2017                                         | Нагорода Тома По за найкращий ЛГБТ-фільм          | Назви мене своїм ім'ям                                                                                     | Перемога                                     |                                              |
| Спільнота кінокритиків Канзас-Сіті           | 2017                                         | Найкращий актор                                   | Тімоті Шаламе                                                                                              | Перемога                                     |                                              |
| Спільнота кінокритиків Канзас-Сіті           | 2017                                         | Найкращий адаптований сценарій                    | Джеймс Айворі                                                                                              | Перемога                                     |                                              |
| Національна рада кінокритиків США            | 2017                                         | Акторський прорив                                 | Тімоті Шаламе                                                                                              | Перемога                                     |                                              |
| Національна рада кінокритиків США            | 2017                                         | ТОП фільмів                                       | Назви мене своїм ім'ям                                                                                     | Перемога                                     |                                              |
| Спільнота кінокритиків Нью-Йорка             | 2017                                         | Найкращий актор                                   | Тімоті Шаламе                                                                                              | Перемога                                     |                                              |
| Премія Американського кіноінституту          | 2018                                         | Фільм року                                        | Назви мене своїм ім'ям                                                                                     | Перемога                                     |                                              |
| Премія «Золотий глобус»                      | 2017                                         | Найкращий фільм — Драма                           | Назви мене своїм ім'ям                                                                                     | Номінація                                    | [ 26 ] [ 27 ]                                |
| Премія «Золотий глобус»                      | 2017                                         | Найкраща чоловіча роль — Драма                    | Тімоті Шаламе                                                                                              | Номінація                                    | [ 26 ] [ 27 ]                                |
| Премія «Золотий глобус»                      | 2017                                         | Найкраща чоловіча роль другого плану — Кінофільм  | Армі Гаммер                                                                                                | Номінація                                    | [ 26 ] [ 27 ]                                |
| Премія Гільдії сценаристів Америки           | 2018                                         | Найкращий адаптований сценарій                    | Назви мене своїм ім'ям                                                                                     | Перемога                                     | [ 28 ]                                       |
| Премія BAFTA                                 | 18.02.2018                                   | Найкращий фільм                                   | Назви мене своїм ім'ям                                                                                     | Номінація                                    |                                              |
| Премія BAFTA                                 | 18.02.2018                                   | Найкращий режисер                                 | Лука Гуаданьїно                                                                                            | Номінація                                    |                                              |
| Премія BAFTA                                 | 18.02.2018                                   | Найкраща чоловіча роль                            | Тімоті Шаламе                                                                                              | Номінація                                    |                                              |
| Премія BAFTA                                 | 18.02.2018                                   | Найкращий адаптований сценарій                    | Джеймс Айворі                                                                                              | Перемога                                     |                                              |
| Премія «Оскар»                               | 4.03.2018                                    | Найкращий фільм року                              | Назви мене своїм ім'ям                                                                                     | Номінація                                    | [ 13 ]                                       |
| Премія «Оскар»                               | 4.03.2018                                    | Найкраща чоловіча роль                            | Тімоті Шаламе                                                                                              | Номінація                                    | [ 13 ]                                       |
| Премія «Оскар»                               | 4.03.2018                                    | Найкращий сценарій-адаптація                      | Джеймс Айворі                                                                                              | Перемога                                     | [ 14 ]                                       |
| Премія «Оскар»                               | 4.03.2018                                    | Найкраща пісня                                    | Mystery of Love, музика і слова: Суф'ян Стівенс                                                            | Номінація                                    | [ 13 ]                                       |
| Європейський кіноприз                        | 15.12.2018                                   | Приз глядацьких симпатій                          | Назви мене своїм ім'ям                                                                                     | Перемога                                     | [ 29 ]                                       |
| Премія Давид ді Донателло                    | 27.03.2019                                   | Найкращий фільм                                   | Назви мене своїм ім'ям                                                                                     | Номінація                                    | [ 30 ]                                       |
| Премія Давид ді Донателло                    | 27.03.2019                                   | Найкращий режисер                                 | Лука Гуаданьїно                                                                                            | Номінація                                    | [ 30 ]                                       |
| Премія Давид ді Донателло                    | 27.03.2019                                   | Найкращий адаптований сценарій                    | Лука Гуаданьїно, Вальтер Фасано, Джеймс Айворі                                                             | Перемога                                     | [ 30 ]                                       |
| Премія Давид ді Донателло                    | 27.03.2019                                   | Найкращий продюсер                                | Говард Розенман, Пітер Спірс, Лука Гуаданьїно, Емілі Жорж, Родріго Тейшейра, Марко Морабіто, Джеймс Айворі | Номінація                                    | [ 30 ]                                       |
| Премія Давид ді Донателло                    | 27.03.2019                                   | Найкращий оператор                                | Сейомбху Мукдіпром                                                                                         | Номінація                                    | [ 30 ]                                       |
| Премія Давид ді Донателло                    | 27.03.2019                                   | Найкраща оригінальна пісня                        | Mystery of Love                                                                                            | Перемога                                     | [ 30 ]                                       |
| Премія Давид ді Донателло                    | 27.03.2019                                   | Найкраще художнє оформлення                       | Самуель Десор                                                                                              | Номінація                                    | [ 30 ]                                       |
| Премія Давид ді Донателло                    | 27.03.2019                                   | Найкращий дизайн костюмів                         | Джулія П'єрсанті                                                                                           | Номінація                                    | [ 30 ]                                       |
| Премія Давид ді Донателло                    | 27.03.2019                                   | Найкращий грим                                    | Фернанда Перес                                                                                             | Номінація                                    | [ 30 ]                                       |
| Премія Давид ді Донателло                    | 27.03.2019                                   | Найкращі зачіски                                  | Маноло Гарсія                                                                                              | Номінація                                    | [ 30 ]                                       |
| Премія Давид ді Донателло                    | 27.03.2019                                   | Найкращий монтаж                                  | Волтер Фазано                                                                                              | Номінація                                    | [ 30 ]                                       |
| Премія Давид ді Донателло                    | 27.03.2019                                   | Найкращий звук                                    | | Номінація                                    | [ 30 ]                                       |

## Рецензії
- «Назви мене своїм ім'ям». Моє довге персикове літо// Moviegram, автор - Юрій Самусенко, 23 жовтня 2017 року, процитовано 24 листопада 2023
- Рецензія// Vertigo, автор Аня Дацюк, 23.06.2019